# Hadith Najafí
Hadith Najafí   (Karaj, 5 de gener de 2000 - Karaj, 21 de setembre de 2022) va ser una activista iraniana contra l'ús obligatori del vel que va morir pels sis trets rebuts per l'anomenada policia de la moral durant les protestes després de la mort de Mahsa Amini.
Va néixer a Karaj. Va treballar en un restaurant d'Eram. Tenia tres germanes grans i un germà petit i va ser la quarta filla de la família. Tenia un diploma de disseny de costura. Li agradava molt ballar i defensava poder-se vestir com volgués a l'Iran.
La nit del 21 de setembre del 2022 cap a les vuit de la vesprada, durant una protesta al petit municipi de Karaj, Najafí va rebre diversos trets de les forces de seguretat de l'Iran. Per aquest motiu va entrar en coma, fins que va morir. Quan la seva família va arribar a l'hospital Ghaem ja estava morta i tenia diverses ferides de bala a la cara, pit i coll. La versió oficial de les autoritats iranianes és que va patir un «atac de cor sobtat».
Si bé després de l'assassinat alguns mitjans la van vincular amb unes imatges on apareixia una noia lligant-se els cabells sense cap vel, un gest prohibit a l'espai públic, finalment es va desmentir que la dona del vídeo fos ella.
Duran els primers dies de les protestes per la mort de Mahsa Amini, a banda de Najafí, també van morir assassinades per les forces de seguretat de l'Iran Ghazalé Txalaví, de 32 anys; Hanané Kià, de 23 anys, i Mahsa Mugüí, de 18 anys.